# فرانکو باتیاتو
فرانکو باتیاتو (ایتالیایی: Franco Battiato؛ (زادهٔ ۲۳ مارس ۱۹۴۵ – درگذشتهٔ ۱۸ مهٔ ۲۰۲۱) یک موسیقی‌دان اهل ایتالیا بود. وی از سال ۱۹۶۷ میلادی تاکنون مشغول فعالیت بود.